# 能高山茶
能高山茶（学名：Camellia nokoensis）为茶科茶屬下的一个种。
模式标本採自臺灣能高山。
本种和南投秃连蕊茶C. transnokoensis Hay.、细萼连蕊茶C. tsofuii Chien、贵州连蕊茶C. costei Levl.有许多近似的特点，但本种的花丝有毛，便于识别。江苏标本（Y. C. Yang 468）的叶子较小；宽7-9毫米，长2.5-3.5毫米，其余特征都很一致。

## 扩展阅读
- 維基物種上的相關：能高山茶